# Internationaal filmfestival van Berlijn 2018
Het 68ste Internationaal filmfestival van Berlijn was een internationaal filmfestival dat plaatsvond in Berlijn van 15 tot 25 februari 2018.

## Competitie

### Jury
De internationale jury bestond uit:
| Naam | Naam                        | Beroep        | Nationaliteit    |
| ---- | --------------------------- | ------------- | ---------------- |
|      | Tom Tykwer (juryvoorzitter) | Filmregisseur | Duitsland        |
|      | Cécile de France            | Actrice       | België           |
|      | Chema Prado                 | Fotograaf     | Spanje           |
|      | Adele Romanski              | Filmproducent | Verenigde Staten |
|      | Ryuichi Sakamoto            | Componist     | Japan            |
|      | Stephanie Zacharek          | Filmcriticus  | Verenigde Staten |

### Deelnemers
Volgende films deden mee aan de competitie:
| Film                                         | Regisseur                     | Land                                                              | Prijs                                                                              |
| -------------------------------------------- | ----------------------------- | ----------------------------------------------------------------- | ---------------------------------------------------------------------------------- |
| 3 Tage in Quiberon (3 Days in Quiberon)      | Emily Atef                    | Duitsland – Oostenrijk – Frankrijk                                |                                                                                    |
| Damsel                                       | David Zellner, Nathan Zellner | Verenigde Staten                                                  |                                                                                    |
| Don't Worry, He Won't Get Far on Foot        | Gus Van Sant                  | Verenigde Staten                                                  |                                                                                    |
| Figlia mia (Daughter of Mine)                | Laura Bispuri                 | Italië – Duitsland – Zwitserland                                  |                                                                                    |
| Dovlatov (Довлатов)                          | Aleksej Aleksejvitsj German   | Rusland – Polen – Servië                                          | Zilveren Beer voor de beste artistieke bijdrage (van één persoon) (Elena Okopnaya) |
| Eva                                          | Benoît Jacquot                | Frankrijk                                                         |                                                                                    |
| Las herederas (The Heiresses)                | Marcelo Martinessi            | Paraguay – Duitsland – Uruguay – Noorwegen – Brazilië – Frankrijk | Alfred Bauerprijs Zilveren Beer voor beste actrice (Ana Brun)                      |
| In den Gängen (In the Aisles)                | Thomas Stuber                 | Duitsland                                                         |                                                                                    |
| Isle of Dogs                                 | Wes Anderson                  | Verenigde Staten                                                  | Zilveren Beer voor beste regisseur (Wes Anderson)                                  |
| Mein Bruder heißt Robert und ist ein Idiot   | Philip Gröning                | Duitsland – Frankrijk                                             |                                                                                    |
| Twarz (Mug)                                  | Małgorzata Szumowska          | Polen                                                             | Grote prijs van de jury (Zilveren Beer)                                            |
| Khook (Pig)                                  | Mani Haghighi                 | Iran                                                              |                                                                                    |
| La Prière (The Prayer)                       | Cédric Kahn                   | Frankrijk                                                         | Zilveren Beer voor beste acteur (Anthony Bajon)                                    |
| Toppen av ingenting (The Real Estate)        | Måns Månsson                  | Zweden – Verenigd Koninkrijk                                      |                                                                                    |
| Touch Me Not                                 | Adina Pintilie                | Roemenië – Duitsland – Tsjechië – Bulgarije – Frankrijk           | Gouden Beer GWFF Best First Feature Award                                          |
| Transit                                      | Christian Petzold             | Duitsland – Frankrijk                                             |                                                                                    |
| Museo                                        | Alonso Ruizpalacios           | Mexico                                                            | Zilveren Beer voor beste scenario (Alonso Ruizpalacios en Manuel Alcalá)           |
| Ang panahon ng halimaw (Season of the Devil) | Lav Diaz                      | Filipijnen                                                        |                                                                                    |
| Utøya 22. juli (U-July 22)                   | Erik Poppe                    | Noorwegen                                                         |                                                                                    |

Buiten competitie:
| Film              | Regisseur         | Land                                   |
| ----------------- | ----------------- | -------------------------------------- |
| Black 47          | Lance Daly        | Ierland - Luxemburg                    |
| Eldorado          | Markus Imhoof     | Zwitserland - Duitsland                |
| 7 Days in Entebbe | José Padilha      | Verenigde Staten - Verenigd Koninkrijk |
| Ága               | Milko Lazarov     | Bulgarije - Duitsland- Frankrijk       |
| Unsane            | Steven Soderbergh | Verenigde Staten                       |

## Prijzen
- Gouden Beer: Touch Me Not van Adina Pintilie
- Grote prijs van de jury (Zilveren Beer): Twarz (Mug) van Małgorzata Szumowska
- Zilveren Beer voor beste regisseur: Wes Anderson (Isle of Dogs)
- Zilveren Beer voor beste acteur: Anthony Bajon (La Prière)
- Zilveren Beer voor beste actrice: Ana Brun (Las herederas)
- Zilveren Beer voor beste scenario: Alonso Ruizpalacios en Manuel Alcalá (Museo)
- Zilveren Beer voor de beste artistieke bijdrage (van één persoon): Elena Okopnaya (Dovlatov) voor kostuums en production Design
- Alfred Bauerprijs (voor een film die "nieuwe perspectieven toont" voor de filmkunst): Las herederas van Marcelo Martinessi
- Gouden Beer voor beste korte film: The Men Behind the Wall van Ines Moldavsky
- GWFF Best First Feature Award (50.000 €): Touch Me Not van Adina Pintilie